# Refuge-bivouac Gervasutti
Le refuge-bivouac Gervasutti au Frébouge est un refuge-bivouac non gardé du versant italien du massif du Mont-Blanc. Il est situé à 2 833 m d'altitude sur un rognon rocheux au milieu du glacier de Frébouge. Le premier bivouac été construit en 1948 en bois et tôle, pour remplacer le bivouac de Frébouge, qui avait été installé plus bas, à 2 363 m en 1925. Il a été nommé en l'honneur du grand alpiniste italien Giusto Gervasutti, mort en 1946 au mont Blanc du Tacul. Il a été reconstruit en 1961, et le bivouac de Frébouge était démonté en 1985, et est exposé au musée alpin Duc des Abruzzes de Courmayeur (il est toujours indiqué sur la carte IGN). En 2011, le bivouac Gervasutti a été complètement remplacé par une structure moderne.
On le rejoint en 3 à 4 h depuis le hameau Frébouge (ou en valdôtain, Fréboudze). C'est le point de départ pour l'aiguille de Leschaux, le mont de Greuvettaz et le versant sud du col des Hirondelles.